# Only Mine
Only Mine ist ein US-amerikanischer dramatischer Thriller von Michael Civille aus dem Jahr 2019. Premiere in Deutschland hatte der Film am 27. Oktober 2021 auf der Streaming-Plattform Netflix.

## Handlung
Die junge Kellnerin und angehende Studentin Julie Dillon lernt den jungen zugezogenen Polizisten David Barragan bei einer Verkehrskontrolle kennen. Dieser wusste bereits, wen er an dieser Stelle beim zu schnellen Autofahren erwischen wird, und beließ es aus Eigennutz bei einer Ermahnung. Als Dank gibt sie ihm den Tipp, dass er den besonders guten Kuchen in dem Diner probieren möge, in welchem sie kellnert. Ehe sie es sich versieht, taucht David im Diner auf, zeigt ernsthaftes Interesse an Julie und probiert den Kuchen. Schnell werden beide ein Paar. Das Glück der beiden währt jedoch nicht lange, da David erste stark besitzergreifende Züge zeigt. Er macht ihr klar, dass er von ihr erwartet, ihm immer mitzuteilen, wann sie sich wo aufhält, und stellt weitere ihr Leben einschränkende Regeln auf. Julie wird misstrauisch und trennt sich von David.
Dieser will die Trennung jedoch nicht wahrhaben, lauert ihr weiterhin auf, stalkt sie und macht weiterhin deutlich, sie zurückhaben zu wollen. Er verbreitet zudem in der ländlichen Kleinstadt Gerüchte über Julie, sie sei nicht bei klarem Verstand und würde dem Alkohol verfallen. Obwohl dies gelogen ist, hat David damit Erfolg, als sich unter anderem gar die ältere Dame Evelyn von Julie abwendet und ihre großherzige Spendensammlung für Julies Studium eines Tages wieder an sich nimmt.
Julies Bemühungen, David auch mit Hilfe von Chief Dodd loszuwerden, scheitern. Stattdessen gewinnt Davids Wort diesem gegenüber immer mehr an Gewicht. Eines Tages sucht Julie Davids Exfreundin Alicia auf und bittet diese vergeblich um Hilfe. David hat jedoch auch dies beobachtet und entführt Julie anschließend in die einsame Natur, wo er ihr einen Heiratsantrag macht.
Julie versucht zu entkommen, wird jedoch von David sowohl in den Kopf als auch in die Schulter geschossen. Da er glaubte, sie sei tot, lässt er sie liegen und verlässt den Tatort. Sergeant Miller, der nicht aus dem Ort kommt, ermittelt ob des Verschwindens von Julie und misstraut David.
Als Julie Tage später schwer verletzt aufwacht, findet sie die Kraft, David in einer einsamen Waldhütte aufzulauern und tötet ihn aus Rache.

## Hintergrund
Der Vorspann des Films gibt an, dass es sich bei dem Film um eine wahre Geschichte handelt. Im Abspann wird an Laura Kucera (1975–1995) erinnert, der der Film gewidmet ist. Demnach soll ihr Schicksal im Jahr 1994 die Basis der Filmhandlung gewesen sein. Kucera überlebte zwei Kopfschüsse und einen Schulterschuss und wurde erst vier Tage nach der Tat in einem Graben gefunden. Sie erholte sich von der Tat, starb jedoch unabhängig davon zehn Monate später bei einem Autounfall. Der Täter war entgegen der Filmhandlung kein Polizist und Kucera verübte auch keine Rache an ihm. Der Täter wurde 1995 zu 125 Jahren Gefängnis verurteilt und verbüßt diese Strafe weiterhin.

## Produktion
Der Film wurde von MarVista Entertainment produziert und in Los Angeles, Kalifornien gedreht.